# Volksoper w Wiedniu
Volksoper (pol. „Opera Ludowa”) – druga po Operze Wiedeńskiej opera w Wiedniu, prezentująca przede wszystkim lżejszy repertuar – operetki, musicale i przedstawienia baletowe.

## Historia
Gmach obecnej Volksoper został wzniesiony w 1898 roku według projektu Franza von Kraußa (1865–1942) i A. Grafa dla potrzeb Kaiser-Jubiläums-Stadttheater. Pierwszym dyrektorem placówki został Adam Müller-Guttenbrunn (1852–1923), który sprawował tę funkcję do 1903 roku. Uroczyste otwarcie teatru miało miejsce z okazji premiery dramatu Die Hermannsschlacht autorstwa Heinricha von Kleista (1777–1811). 
Na początku XX w. obok sztuk teatralnych, rozpoczęto produkcję oper i przedstawień typu Singspiel, i w 1904 roku teatr został przemianowany na Volksoper. Miały tu miejsce dwie premiery wiedeńskie oper Tosca (1907) i Salome (1910). Na scenie Volksoper pierwsze kroki stawiali m.in. sopranistka Maria Jeritza (1887–1982), tenor Richard Tauber (1891–1948) i Leo Slezak (1873–1946). Orkiestrę prowadził wówczas Alexander von Zemlinsky (1871–1942).  
W latach 20. XX w. teatr stał się drugą operą Wiednia. W 1928 roku teatr zbankrutował. W latach 1929–1931 funkcjonował jako Neues Wiener Schauspielhaus z repertuarem operetkowym a w 1938 roku został przejęty przez miasto jako Opernhaus der Stadt Wien. Po 1945 roku scena Volksoper została udostępniona Operze Wiedeńskiej, której gmach został zniszczony w trakcie II wojny światowej. Po przeniesieniu Opery Wiedeńskiej do nowego gmachu w 1955 roku, Volksoper stał się ponownie niezależnym teatrem muzycznym. Od 2007 roku dyrektorem Volksoper jest Robert Meyer.

## Repertuar
Volksoper realizuje przede wszystkim operetki, musicale i przedstawienia baletowe, wystawia również opery.